# Tacoma Rockets (1946–1953)
Die Tacoma Rockets waren ein US-amerikanisches Eishockeyfranchise der Western Hockey League aus Tacoma, Washington.  

## Geschichte
Die Tacoma Rockets wurden zur Saison 1946/47 als Franchise der Pacific Coast Hockey League gegründet. Zwar gehörte die Mannschaft in ihren sechs Spielzeiten in der PCHL regelmäßig zu den besten Mannschaften der Liga in der regulären Saison, jedoch gewann sie nie den Lester Patrick Cup, den Meistertitel der PCHL. Nachdem die Liga zur Saison 1952/53 durch die Western Hockey League ersetzt wurde, schlossen sich die Tacoma Rockets auch deren Nachfolgeliga an. Ihre erste und einzige Spielzeit in der WHL beendeten die Rockets auf dem siebten und somit vorletzten Platz der regulären Saison. Anschließend stellte die Mannschaft den Spielbetrieb ein.
Von 1991 bis 1995 spielte ein gleichnamiges Team in der Top-Juniorenliga Western Hockey League. 

## Saisonstatistik
Abkürzungen: GP = Spiele, W = Siege, L = Niederlagen, T = Unentschieden, OTL = Niederlagen nach Overtime SOL = Niederlagen nach Shootout, Pts = Punkte, GF = Erzielte Tore, GA = Gegentore, PIM = Strafminuten
| Saison  | GP | W  | L  | T  | OTL | SOL | Pts | GF  | GA  | Platz     | Playoffs |
| 1946/47 | 60 | 16 | 42 | 2  | —   | —   | 34  | 223 | 324 | 5., North |          |
| 1947/48 | 66 | 34 | 28 | 4  | —   | —   | 72  | 294 | 281 | 2., North |          |
| 1948/49 | 70 | 34 | 31 | 5  | —   | —   | 73  | 239 | 262 | 2., North |          |
| 1949/50 | 70 | 34 | 27 | 9  | —   | —   | 77  | 302 | 238 | 2., North |          |
| 1950/51 | 70 | 27 | 26 | 17 | —   | —   | 71  | 219 | 222 | 3., PCHL  |          |
| 1951/52 | 70 | 34 | 25 | 11 | —   | —   | 79  | 293 | 244 | 3., PCHL  |          |
| 1952/53 | 70 | 27 | 31 | 12 | —   | —   | 66  | 246 | 249 | 7., WHL   |          |